# Leuco (figlio di Talos)
Leuco (in greco antico Λεῦκος) è un personaggio della mitologia greca, figlio del gigante Taols di Creta che divenne figlio adottivo di Idomeneo, il re di Creta.

## Mitologia
Seguendo il consiglio di Nauplio, sedusse Meda (regina di Creta e moglie del padre adottivo) che a sua volta era stata convinta (sempre da Nauplio) ad essere infedele al marito quando questi partì per la Guerra di Troia. 

Leuco, poi, prese possesso del trono uccidendo sia Meda che i tre figli di Idomeneo e Meda, Ificlo, Lico e Clisitera, quest'ultima sua promessa sposa.
Infine Leuco cacciò Idomeneo quando questi ritornò da Troia.